# ドイツ国首相
ドイツ国首相（ドイツこくしゅしょう、ドイツ語: Reichskanzler）は、1871年から1945年まで存続したドイツ国の首相に相当する官職。国制に応じて帝国宰相（ていこくさいしょう）、首相、ライヒ首相とも訳される。
1871年から1918年までの第二帝政（ドイツ帝国）期においては、帝国宰相として皇帝の下で帝国指導部（Reichsleitung）を、1919年から1945年までのヴァイマル共和政・第三帝国期においては首相として大統領（ナチス・ドイツでは総統）の下でドイツ国政府（Reichsregierung）を率いた。

## 名称
Reich（ライヒ）はドイツ語で国や帝国などを意味し、Kanzlerは本来「（宮廷・法廷の）秘書官」などを意味していたが、後に宰相と訳されるようになった。英語ではChancellorという言葉が当てられる。
Reichskanzlerという官職名は、中世から近代初頭まで至るドイツの宰相伝統（Kanzler-Tradition）に由来する。今日でもドイツ連邦共和国とオーストリアの連邦首相（Bundeskanzler） という官職名に影響を残している。なお帝国宰相（Reichskanzler）の称号は他のドイツ語圏の君主国でも使用されており、例えばオーストリア・ハンガリー二重帝国では1867年にフリードリヒ・フェルディナント・フォン・ボイスト伯爵が帝国宰相の称号を授与されている。

## 変遷

### 第二帝政
ドイツ諸邦中最大の国家であるプロイセン王国の覇権のもとに、1867年に成立した北ドイツ連邦は、プロイセン王を連邦主席とし、加盟各邦の調整機関である連邦参議院、帝国議会（Reichstag）、簡素な連邦行政府を有していた。この行政府の頂点としてプロイセン首相（Ministerpräsident）、オットー・フォン・ビスマルクが連邦宰相（Bundeskanzler） を兼務した（連邦参議院の業務はプロイセン外相が行っていたため、立場上プロイセン外相は連邦宰相より上位となる。それ故にビスマルクは連邦宰相、プロイセン首相、外相を兼務していた）。
宰相（Kanzler）という称号は中世前期から皇帝ないし国王の最高輔弼者に与えられており、プロイセン改革におけるカール・アウグスト・フォン・ハルデンベルクの「宰相独裁」のように、君主制的・官僚制的・反議会的な要素を象徴していた。すなわち、宰相の権限は君主の信任にのみ依拠し、議会から独立しているという点、さらに内閣において他の大臣より特別の地位（例えば、ハルデンベルクはプロイセン宰相在職中、国王への上奏権の独占を認められていた）を占めているという点において、「宰相」と内閣の首席大臣たる「首相」（Ministerpräsident）は異なっていた。従って、連邦宰相ないし帝国宰相という職、そして宰相によって統率される行政府は、1848年の三月革命で成立したフランクフルト国民議会において選出された帝国大臣主席（Reichsministerpräsident）と、大臣主席を長とする帝国内閣（Reichsministerium）と違うものとして捉えられていた。
1871年1月18日、南ドイツ諸邦が北ドイツ連邦に編入され、ドイツ帝国（ドイチェス・ライヒ）が成立した。これに伴い、連邦主席の称号は皇帝に、連邦宰相は帝国宰相（Reichskanzler）に改められた。初代帝国宰相には引き続き、オットー・フォン・ビスマルクが就任した。同年4月16日、ドイツ帝国憲法が発布され、新帝国の統治体制が定まった。帝国宰相は、ドイツ帝国の元首である皇帝によって任命され、皇帝の権限である帝国法律の制定・公布・執行の監督、勅令及び処分について責任を負った。すなわち、帝国宰相は政治上の責任を皇帝に対してのみ負い、帝国議会から独立して政務に当たったのである。なお、帝国宰相は連邦参議院の議長を務め、その諸事務を主宰した。帝国の中央政府は、帝国を構成する諸邦の既得権を侵さないという条件で設置されたため、正式には帝国指導部（Reichsleitung）とよばれた。このため、建国当初、中央省庁の数は少なく、多くの法案作成や行政事務をプロイセン政府に依存した。ゆえに帝国宰相は、1892年から1894年の一時期を除いて、プロイセン首相が兼任した。また憲法上、帝国宰相を助ける大臣や内閣についての規定はなく、1918年まで帝国各省庁の長は、君主に対して宰相と同様に責任を負う大臣（Minister）という称号を帯びなかった。つまり、帝国各省庁の長はその業務について自立した大臣ではなく、帝国宰相の下僚としてその指示に厳格に従う国務長官（Staatssekretär）であった。このように、帝国宰相はドイツ帝国の統治体制上大きな権限を掌握していたのであるが、皇帝の意向やプロイセンをはじめとする諸邦政府の動向に配慮せねばならず、また自己の政策に対して国民的支持を取り付けようとする場合、帝国議会に与党多数派を形成しなくてはならないなど、その地位は複雑なものであった。
1918年、第一次世界大戦でドイツの敗戦が濃厚になり、改革の気運が高まっていった。10月28日に憲法が修正され、帝国宰相はその職務遂行に際して帝国議会の信任を必要とし、連邦参議院及び帝国議会に対して責任を負うこと、皇帝が権限を行使する際に帝国宰相が責任を負うこととなった。しかし、このような「議会主義的帝政」も国民の支持するところとなり得ず、11月3日にドイツ革命が始まった。9日、帝国宰相マクシミリアン・フォン・バーデンは皇帝の退位を独断で発表し、社会民主党党首のフリードリヒ・エーベルトに帝国宰相職を譲り渡した。同日、フィリップ・シャイデマンが共和国成立を宣言し、帝政は崩壊した。

### ヴァイマル共和政
1918年11月9日、革命により帝政が崩壊すると、帝国宰相および帝国指導部も廃止され、革命時に成立した労兵協議会と人民委員政府が暫定的に権限を掌握した。1919年2月にヴァイマル共和政が発足すると、フィリップ・シャイデマンを首班とする内閣が組閣された。新たに成立したこの行政府は、帝政から意識的に距離をとって、ライヒ政府（Reichsregierung）と名乗り、首班もライヒ大臣主席（Reichsministerpräsident）と称した。しかし、ドイツ国政府という名称と各省庁の長であるライヒ大臣（Reichsminister）の称号がそれ以降、1945年のドイツ国崩壊まで用いられたのに対し、ライヒ大臣主席という名称は公用語では定着しなかった。ヴァイマル憲法の制定に際し、社会民主党が提案した「ドイツ共和国」の国号が拒否され、以前からの「ドイツ国（ドイチェス・ライヒ）」が国号として採用されると、1919年8月、ドイツ国政府の首班は帝政時代と同じReichskanzlerという名称に戻った。ヴァイマル共和政及びナチスドイツのReichskanzlerは、帝政時代と異なり日本では一般的に首相と訳される。
ヴァイマル共和政において、首相は国家元首であるドイツ国大統領によって任免され、ドイツ国政府の議長として政治の基本方針を定め、国会（Reichstag）の信任に基づいて職務を遂行し、大統領と国会に対して責任を負うようになった。また、国会の信任を失った場合は首相は辞任しなくてはならないとされた。しかしその一方で、首相はヴァイマル憲法の第48条に規定された大統領緊急令に頼って、議会の多数派なしでも統治を行えた。特にパウル・フォン・ヒンデンブルクの大統領時代の後半には、議会主義政党の弱体化もあって大統領の信任のみを基礎とする大統領内閣が常態となった。

### 第三帝国
アドルフ・ヒトラーが1933年1月30日に首相に就任してまもなく、国民社会主義ドイツ労働者党（ナチ党）による一党独裁体制が確立し、議会制的政府形態は終わりを告げた。
1934年8月にヒンデンブルク大統領が死去すると、「国家元首に関する法律」において首相職に大統領職を統合し、さらに大統領の職権を「指導者兼ドイツ国首相（Führer und Reichskanzler）であるアドルフ・ヒトラー個人」へと委譲させた。以後、日本ではヒトラーの地位を総統と呼ぶようになる。
第二次世界大戦末期、連合国軍がベルリンへと迫り、ドイツ国が崩壊するなか、1945年4月30日にヒトラーは自殺した。彼は遺言書において側近であるヨーゼフ・ゲッベルスを後継者として首相に指名した。これは、ドイツ国が当時既にその大部分を連合国軍に占領され、ゲッベルスもヒトラーの死の翌日の5月1日に自殺したので政治的な影響はなかった。同様にヒトラーの遺言書により大統領に指名されたカール・デーニッツ提督は5月2日にシュヴェリン伯ルートヴィヒ・フォン・クロージクに暫定政府の指導を委任した。しかし、クロージクはドイツ国首相の官職名を用いなかった。第三帝国期における最後の政府は、正統性は「ヒトラーの指名」のみを基礎とし支配領域はほとんどなく実権の乏しいものであったが、5月23日に連合国軍により公式に廃止された。